# Garella nilotica
Garella nilotica là một loài bướm đêm thuộc họ Nolidae. Nó phân bố ở miền nhiệt đới, bao gồm miền đông Bắc Mỹ (từ Ontario, Quebec, Nova Scotia và New York phía nam đến Florida và Texas), Caribbean, bán đảo Iberia, Úc, Guam, Fiji, Samoa, quần đảo Galapagos và Chagos Archipelago.
Sải cánh dài khoảng 15 mm.
Ấu trùng ăn nhiều loại cây và bụi trong ít nhất 5 họ cây lá rộng, bao gồm các loài Cynometra, Heritiera, Mangifera, Terminalia, Rhododendron, Bucida (bao gồm Bucida buceras), Canocarpus, Olea, Prunus, Salix và Tamarix.